# Moses Melchior
Moses Melchior (28. januar 1825 i København – 25. november 1912 sammesteds) var en dansk grosserer og skibsreder og en del af Melchior-dynastiet i Moses & Søn G. Melchior.
Han var søn af Gerson Melchior og hustru Birgitte f. Israel og bror til Moritz G. Melchior og Israel B. Melchior. Moses Melchior lærte hos Jacob Holm og Sønner og indtrådte i familiefirmaet i 1850, efter at faderen og en storebror var døde i 1845 og 1843, og Moritz Melchior siden alene havde ledet firmaet. Da Moritz døde i 1884, fortsatte Moses sammen med Moritz' søn Carl Henriques Melchior som ledere af firmaet.
Melchior var medlem af Borgerrepræsentationen 1869-84, af Sø- og Handelsretten 1883-1905 og af Grosserersocietetets komité fra 1885-1904, i bestyrelsen for Det Store Nordiske Telegrafselskab, formand for Fjerde Søforsikringsselskab, kasserer i Foreningen til Søfartens Fremme, medlem af bestyrelsen for Plantageselskabet Dansk Vestindien, vicepræsident i komitéen for Dansk Vestindien, formand i Administrationen for Præmieselskabet for den mosaiske Ungdom, formand for Sygeplejeselskabet for Mosaisk Trossamfund, medlem af Centralkomitéen, i bestyrelsen for Fængselshjælpen, formand for Arbejdernes Byggeforening fra 1870 til sin død (medlem fra 1867), kasserer for Hjem for arbejdsføre blinde Kvinder og sad i hovedbestyrelsen for Københavns Understøttelsesforening.
Privat var Moses Melchior sammen med resten af Melchior-familien nært knyttet til kunstnere som H.C. Andersen, og han var blandt andet med til at fejre H.C. Andersens 65-års fødselsdag.
Han forblev ugift og er begravet på Mosaisk Nordre Begravelsesplads.
Der findes et portrætmaleri af Bertha Wegmann. Silhouet (Frederiksborgmuseet). Afbildet på Laurits Tuxens maleri Middag hos Moresco, 1906. Relief af Ludvig Brandstrup på mindesten, 1916 (Kildevældsgade, København).